# 저스티스 리그: 신들과 괴물들
《저스티스 리그: 신들과 괴물들》(영어: Justice League: Gods and Monsters)은 저스티스 리그를 소재로 한 2015년의 비디오 영화이다. 또한 저스티스 리그:신들과 괴물들은 브루스 팀과 앨런 버넷의 각본을 바탕으로, 평행우주의 저스티스 리그를 소개한다.

## 출연진
- 벤저민 브랫 - 에르난 게라 / 슈퍼맨
- 마이클 C. 홀 - 커크 랭스트롬 박사 / 배트맨
- 타마라 테일러 - 베카 / 원더우먼
- 패짓 브루스터 - 로이스 레인
- C. 토머스 하월 - 윌 매그너스 박사
- 제이슨 아이작스 - 렉스 루터 / 메트론
- 디 브래들리 베이커 - 페이 파머
- 에릭 바우자 - 라이언 최, 스티븐 신
- 래리 시다 - 피트 로스
- 리처드 체임벌린 - 하이파더
- 트레버 듀발 - 에밀 해밀턴, 라이트레이
- 댄 길베잔 - 팻 듀건
- 그레이 그리핀 - 티나 / 플래티넘
- 대니얼 헤이건 - 닥터 시바나
- 페니 존슨 제럴드 - 어맨다 월러 대통령
- 조시 키턴 - 오리온
- 아리프 S. 킨첸 - 마이클 홀트, 치타
- 유리 로언솔 - 조르-엘, 지미 올슨
- 칼 럼블리 - 사일러스 스톤
- 짐 메스키멘 - 빅터 프리즈
- 테일러 파크스 - 빅터 스톤
- 카리 페이턴 - 존 헨리 아이언스
- 타모 페니킷 - 스티브 트레버
- 앤드리아 로마노 - 진 파머
- 안드레 솔리우초 - 다크사이드
- 브루스 토머스 - 조드 장군
- 로런 톰 - 라라 로르-반, 호시 기미요
- 마셀로 튜버트 - 블록버스터
- 카리 월그렌 - 캐런 비처, 라이브와이어